# 東洋宣教団
東洋宣教団（とうようせんきょうだん）は、小原仁が代表を務める日本の宗教法人である。